# 전력 반도체 소자
전력 반도체 소자(power semiconductor device)는 전력 장치(power device) 또는 전원 장치(power supply)의 핵심 구성 요소로 사용되는 반도체소자이다. 전력의 변환이나 제어용으로 최적화되어 있어서, 전력 전자공학의 핵심 소자이다. 일반적인 반도체 소자보다 고전압을 견디고, 대전류를 처리할 수 있으며, 높은 주파수에서도 안정적으로 작동하는 특징이 있다. 대표적인 전력 반도체 소자로는 정류 다이오드, 전력 MOSFET, 절연 게이트 양극성 트랜지스터 (IGBT), 사이리스터, 게이트 턴 오프 사이리스터 (GTO), 트라이액(TRIAC) 등이 있다.
한 방향으로 전류를 흐르게 하며, 전류의 흐름을 제어할 수 있는 소자를 밸브 장치라고 한다. 전력 반도체 소자는 이러한 밸브 장치의 기능을 포함하고 있어, 반도체 밸브 장치라고도 불린다
전력 반도체 소자의 정격 전압과 정격 전류는 용도와 소자의 구조에 따라 달라진다. 예를 들어, 220V 및 440V 전원선에 대응하는 600V와 1200V 소자가 자주 사용된다. 정격 전류는 1A에서 수백 A까지 다양하며, 대형 소자는 1kA 이상의 전류를 처리할 수 있는 경우도 있다.
여러 전력 반도체 소자를 하나의 패키지로 통합한 전력 모듈이 있으며, 여기에 제어 회로, 구동 회로, 보호 회로 등을 추가로 포함해 다기능을 구현한 전력 모듈도 존재한다.

## 같이 보기
- 앰프 (음향기기)
- 전력 MOSFET